# شاما حیدر
شاما حیدر (زاده ۲۵ آوریل ۱۹۸۵)، همچنین معروف به شام حیدر کابانی، یک کارآفرین، نویسنده و سخنران عمومی هندی-آمریکایی است.

## سنین جوانی و تحصیل
او در گوا، هند به دنیا آمد و با خانواده اش به آمریکا نقل مکان کرد. شاما پس از نقل مکان به آمریکا، تحصیل در کالج را آغاز کرد. او در دانشگاه تگزاس تحصیل کرد و در همان سال شرکت خود را به نام «کلیک به مشتری» راه اندازی کرد.

## حرفه
شما کار خود را به عنوان معلم در اوایل دهه ۲۰۰۰ آغاز کرد، در همان سال‌ها شما برنامه تلویزیونی خود را «شما تی وی» نیز راه اندازی کرد. در سال ۲۰۰۹، شوما آژانس بازاریابی خود، Zen Marketing Group را تأسیس کرد. در سال ۲۰۱۲، Shama به عنوان یکی از ۲۱ جوان حرفه ای سال توسط Business Insider انتخاب شد. در اواسط سال ۲۰۱۵، او در میان ۳۰ کارآفرینان زیر ۳۰ سال فوربس قرار گرفت. او کار خود را به عنوان نویسنده در سال ۲۰۱۶ آغاز کرد و اولین کتاب خود را با عنوان «ذن بازاریابی رسانه‌های اجتماعی»  منتشر کرد و در سال‌های بعد نسخه‌های دیگری از کتاب منتشر شد.